# Phabricator
Phabricator ist eine Softwareentwicklungsplattform. Es enthält ein Review-Werkzeug Differential, den Repository-Browser Diffusion, den Bugtracker Maniphest, die Wiki-Funktion Phriction und das Änderungsverfolgungswerkzeug Herald, mit dem sich auch eigene Regeln durchsetzen lassen.
Ursprünglich wurde Phabricator als internes Werkzeug bei Facebook entwickelt. Danach wurde es vom Hauptentwickler Evan Priestley unter dem Dach der zu diesem Zweck gegründeten Firma Phacility, Inc weiterentwickelt. Phabricator ist als freie Software unter der Apache-Lizenz Version 2 verfügbar.
Phabricator arbeitet mit den Versionsverwaltungssystemen Git, Mercurial und Subversion zusammen und bietet die Möglichkeit, entweder auf externe Server zuzugreifen oder selbst als Git-, Mercurial- oder Subversion-Server zu fungieren. Neben einer Weboberfläche existiert es auch als Kommandozeilen-Tool arcanist und bietet eine Conduit-API zur Kommunikation mit eigenen Scripten.
Im Mai 2021 kündigte Phacility, Inc an, den Betrieb einzustellen und Phabricator nicht mehr weiterzuentwickeln. Seit Januar 2022 wird an einem Fork namens Phorge gearbeitet.

## Verwendung
Einige populäre Dienste, die Phabricator verwenden:
- 0 A.D.[9]
- Blender[10]
- Bloomberg
- deviantART
- Dropbox
- Enlightenment
- Glasgow Haskell Compiler[11]
- GnuPG[12]
- Facebook[13]
- FreeBSD[14]
- KDE[15]
- Khan Academy[16]
- LLVM[17]
- Pinterest
- Quora
- Solus[18]
- Wikimedia[19]